# Santa Maria d'Amer

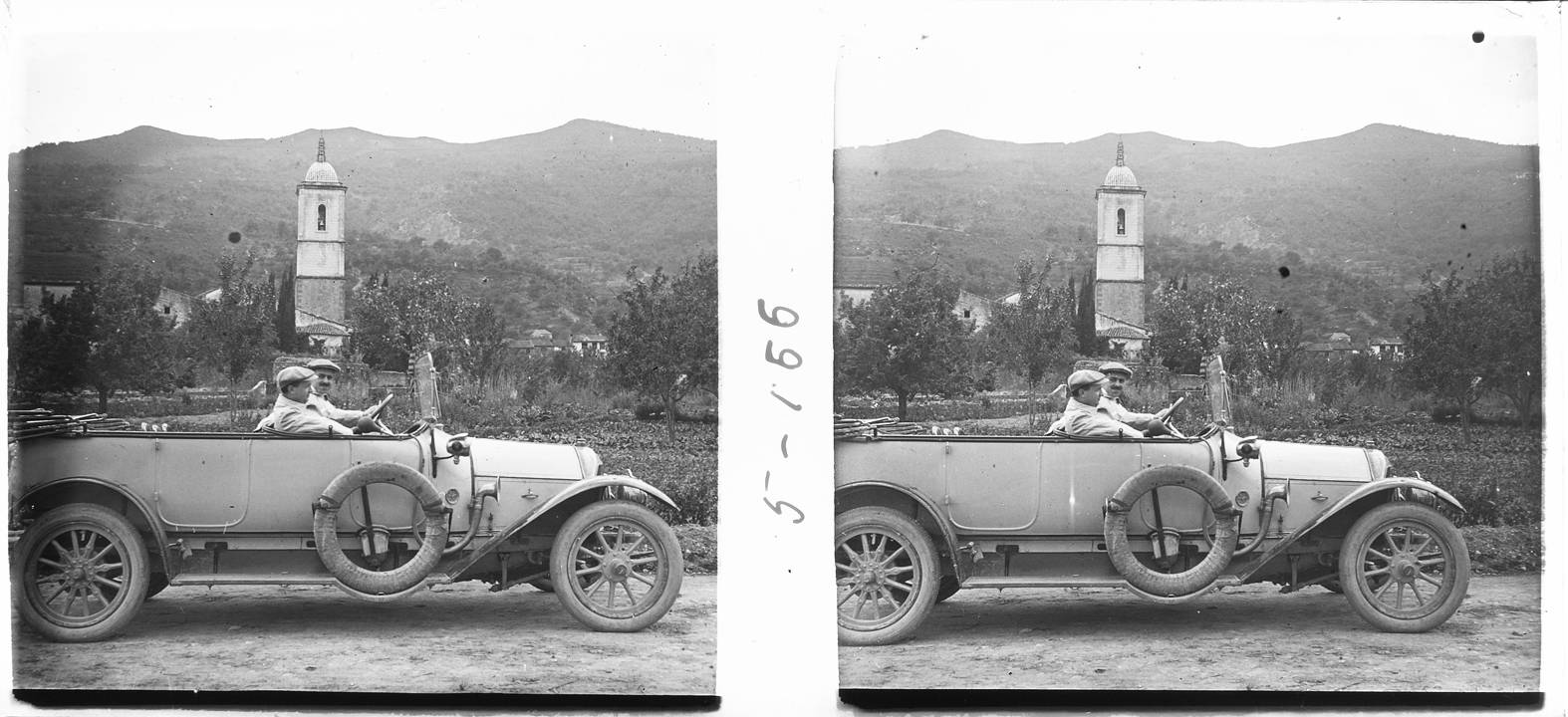
Un cotxe passa a prop de l'església el 1914.

Santa Maria d'Amer, o simplement el monestir d'Amer, fou una abadia benedictina a l'antic comtat de Girona, dins els límits i jurisdicció del bisbat de Girona, a l'actual terme municipal d'Amer (la Selva).

## Arquitectura

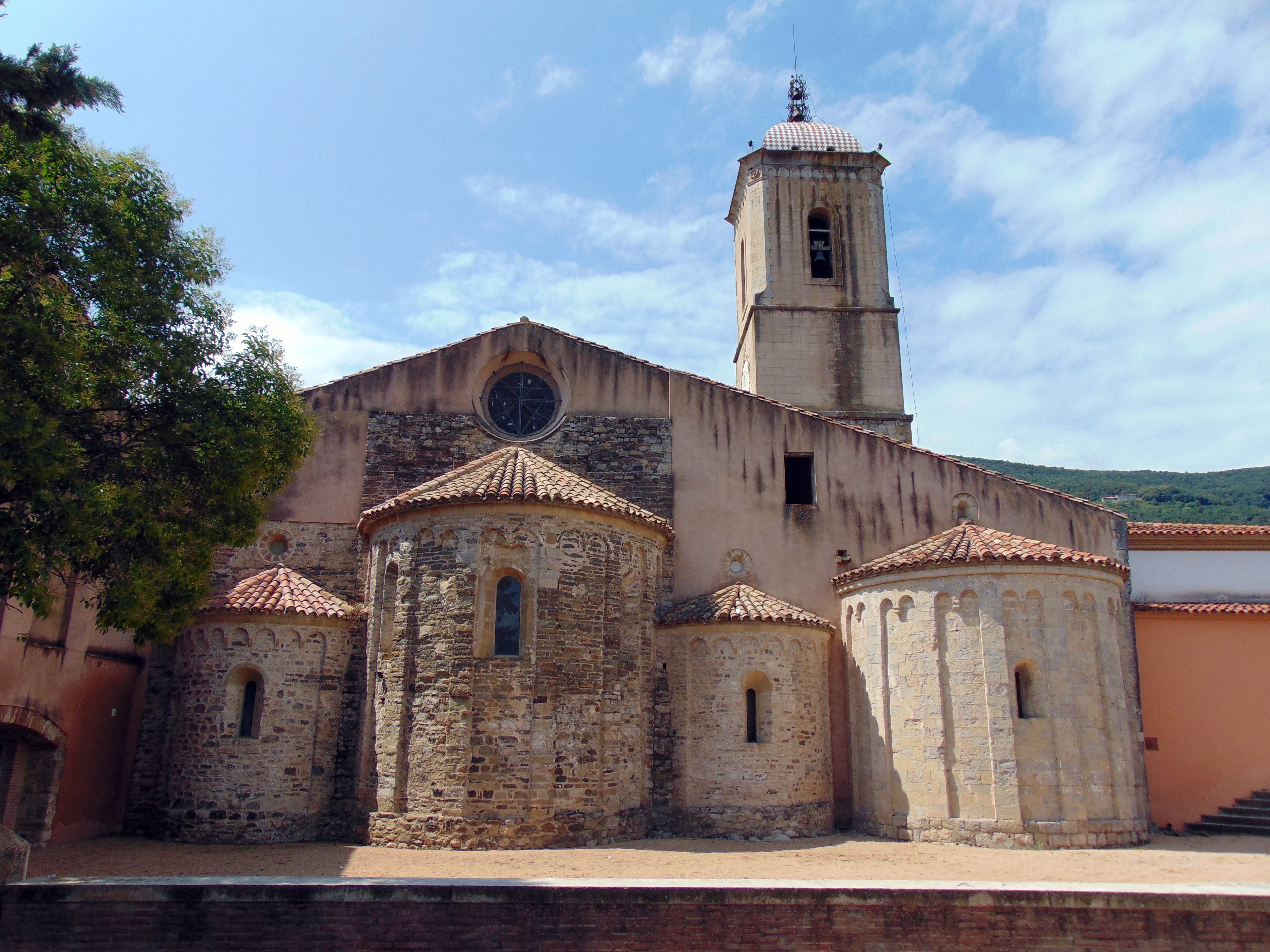
Absis de l'església

L'església, de planta basilical, tenia les naus cobertes amb voltes de canó, amb un absis i dues absidioles semicirculars amb voltes de quart d'esfera. S'unien entre si amb quatre arcs de mig punt a cada costat, decorats amb lesenes llombardes a la part superior. Les voltes originals es van enfonsar amb els terratrèmols del 1427-28 i es van refer amb rajola. Els pilars que els sostenien, quadrats, van ser substituïts per grups de quatre columnes, que permeten una major visibilitat i lluminositat, en temps de l'abat Joan Antoni Climent (ca. 1700). A finals del segle xvi es va construir la capella del Roser, al costat est, on hi havia un retaule pintat per Joan Sanxes Galindo, avui conservat al Museu d'Art de Girona.
A l'exterior s'aprecien els arcs cecs, així com les franges llombardes. El campanar és de l'any 1900, construït sobre un de romànic, desaparegut durant la Guerra dels Segadors, contra Felip IV.
Del claustre, destruït durant els terratrèmols de l'any 1427, només se'n conserven, a la sagristia de l'església, dos capitells, un dels quals decorat amb motius geomètrics i l'altre amb quatre cares, que daten del segle xi.
El conjunt o clos monacal es conserva en força bon estat. Hi destaquen la casa del sagristà major, actual Museu Etnològic; la del sagristà menor; la de l'infermer, o infermeria, on hi havia una magnífica finestra amb relleus al·lusius a la mort, i el Palau de l'Abat, avui dia dispensari.

## Història
El monestir va ser fundat entorn del 820 per l'abat Deodat. Inicialment era dedicat a Sant Medir i a Sant Genís. La comunitat monàstica d'Amer fou una de les primeres diòcesi. Existia l'any 830, i només la de Banyoles, documentada el 814, és més vella. Al principi, la comunitat que presidia l'abat Deodat s'establí a Sant Medir de Cartellà, però aviat establiren una xarxa de cases i esglésies dependents de la casa central. Durant un segle, el centre de treball i pregària perdurà a Sant Medir. Els monjos van traslladar-se a Amer degut al creixement de la població prop de l'església, el donatiu que es fa al monestir de propietats situades cap a Osor i el Far, que podrien explotar millor si residien a prop. El comte Borrell tenia un gran interès en què aquesta zona fos habitada, ja que el territori tenia un gran interès estratègic com a nucli de comunicacions.
Entre el 820 i el 830 l'emperador carolingí Lluís el Pietós emet el precepte donat a instàncies del marquès Gaucelm, que concedeix la immunitat a l'abat Deodat i als monjos el monestir d'Amer. El 844 surt a la llum un nou precepte del rei Carles confirmant la immunitat. Entre el 860 i el 922, el monestir se li atorguen tota una sèries de privilegis per part dels reis francs confirmant la immunitat, les possessions i la lliure elecció de l'abat. Arran de la destrucció del monestir de Sant Medir en el 949, degut a les invasions hongareses, es trasllada la cel·la de Sant Maria a la vall d'Amer. El 9 de novembre del 949, el bisbe de Girona, Gotmar II, consagra l'església del nou monestir d'Amer dedicada a Santa Maria, Sant Joan i Sant Benet.
El monestir progressivament es va fent més poderós, el 1080, Amer és l'únic monestir de les terres gironines que no fou unit a cap casa forastera arran de la reforma agrària gregoriana. El 1180 es reedifica l'església de Santa Maria del Coll (Osor) i s'hi crea un priorat filial d'Amer. La plena independència i autonomia de què gaudeix el monestir és confirmada directament des de Roma el 1186, per la butlla papal de Climent III. Hi corrobora les llibertats i les possessions del monestir. Progressivament les propietats i possessions del monestir van en augment. El 1228 el rei Jaume I concedeix a l'abat Bernat el dret de notaria de la vall i del terme d'Amer.
El segle xi suposa un punt d'inflexió, com que comença una llarga etapa de decadència i despropòsits que culminarà el 1835 amb la desintegració del monestir. A la primeria del segle xv el monestir experimenta alguns canvis en el model de gestió: el 1414 és concedit pel sistema de la comanda a un abat foraster, Joan Esteve d'Agremont. El 1423 la manca de residència dels abats, el petit nombre de monjos i la baixa de les rendes, fan que el monestir tingués un estat ruïnós. A causa dels terratrèmols de 1428, gran part del monestir va ser enderrocada. El 1449 el monestir recupera la seva independència, i els nous abats són comendataris i no resideixen al monestir.
Entre el 1579 i el 1596 es produeix una situació violenta; la llarga seu vacant en què l'abadia és governada per segrestadors. El 1592 el papa Climent VIII per redreçar l'abadia li uneix les rendes i el títol abacial del monestir de Santa Maria de Roses i del priorat de Santa Maria del Coll. Després del Concili de Trento es reorganitza la vida religiosa. Fins al 1782 es conservarà la ficció de dos monestirs, d'Amer i de Roses, governats per un únic abat.
El 10 de febrer de 1657 el monestir va experimentar un dels moments més violents i tristos quan les tropes de Felip IV van entrar-hi i van enderrocar el campanar. El 6 de juliol del 1696 les tropes franceses van saquejar i cremar el monestir i la vila d'Amer. El segle xviii va suposar la destrucció del monestir, amb la Guerra de Successió i la Guerra del Francès. El 1835, la llei de la desamortització de Mendizábal proclama a l'Estat com a possessor de tots els béns de la comunitat monàstica, els quals són confiscats i posteriorment venuts a subhasta pública el 1842. La documentació i els llibres del monestir foren traspassats a la delegació d'hisenda de Girona.
Per altra banda, el monestir ha patit diverses reformes al llarg dels segles. Al segle xii fou afegit el cos que hi ha al costat sud-est amb una nau rectangular, capçada per un absis, que s'obre a la nau mitjançant un arc presbiteral; d'aquesta manera la capçalera restava amb un conjunt de quatre absis. Al mateix segle es procedí a bastir el campanar de la torre, de planta quadrada al costat de la façana nord-oest.
Els terratrèmols de 1425 enderrocaren la nau central, el claustre, les dependències monacals, part de la façana sud-oriental, part de l'absidiola dels costat sud-oest i el campanar d'espadanya. El 1433, l'abat i la resta de la comunitat inicien definitivament la reconstrucció; el monestir va bastir la volta nova de pedra de les tres naus principals. La volta del segle xii fou refeta amb rajola de ceràmica i l'absis també fou sobrealçat.
Al segle xvi es va procedir amb la renovació de la façana principal. Les tres nau foren allargades 5m més, les voltes es feren més baixes de manera que al damunt hi ha una galeria amb obertures per on es pot transitar. En el segle xvii es van substituir els pilars massissos romànics de les arcades per grups de quatre columnes dòriques per tal de donar cabuda a nous feligresos i guanyar visibilitat des de les naus laterals. Al segle xvii, al lloc on hi havia hagut el claustre, es va construir l'actual capella dels Dolors i probablement també l'actual baptisteri. Al mateix temps es van contractar una sèries de notables retaules.
L'any 1900 es va remodelar el campanar. El 1936 l'església va ser incendiada i durant la Guerra Civil va ser usada com a taller i garatge de camions, cosa que va provocar remodelacions en l'estructura. Del 1946 al 1948 s'obrí a la façana una nova porta principal. Posteriorment fou construït l'edifici parroquial que hi havia unit al mur.